# Creu de la Magòria
La Creu de la Magòria era una creu de terme medieval, que estava situada a l'antiga riera de la Magòria, al barri de les Corts de Barcelona.
La creu va donar nom al Camp de la Creu, un dels barris de les Corts, que tenia com a centre la plaça del Carme.
A la plaça existent a la cruïlla de l'Avinguda de Sarrià i del carrer de Déu i Mata, el 1991 l'Ajuntament de Barcelona l'anomenà Placeta de la Creu de Magòria, en al·lusió a aquesta creu de terme.